# اچه (پاکستان)
ایکه (به انگلیسی: Achh) در پاکستان است که در punjab (pakistan) واقع شده‌است.